# Chaitophorus lapponum
Chaitophorus lapponum är en insektsart som beskrevs av Ossiannilsson 1959. Enligt Catalogue of Life ingår Chaitophorus lapponum i släktet Chaitophorus och familjen långrörsbladlöss, men enligt Dyntaxa är tillhörigheten istället släktet Chaitophorus och familjen borstbladlöss. Arten är reproducerande i Sverige. Inga underarter finns listade i Catalogue of Life.